# Securidaca yaoshanensis
Securidaca yaoshanensis är en jungfrulinsväxtart som beskrevs av Hao. Securidaca yaoshanensis ingår i släktet Securidaca och familjen jungfrulinsväxter. Inga underarter finns listade i Catalogue of Life.